# Cazarilh
Cet article concerne la commune de Cazarilh dans les Hautes-Pyrénées. Pour celle de la Haute-Garonne, voir Cazarilh-Laspènes.
Cazarilh est une commune française située dans le sud-est du département des Hautes-Pyrénées, en région Occitanie. Sur le plan historique et culturel, la commune est dans le pays de Comminges, correspondant à l’ancien comté de Comminges, circonscription de la province de Gascogne située sur les départements actuels du Gers, de la Haute-Garonne, des Hautes-Pyrénées et de l'Ariège.
Exposée à un climat de montagne, elle est drainée par le ruisseau de Gouhouron et par deux autres cours d'eau. La commune possède un patrimoine naturel remarquable composé de huit zones naturelles d'intérêt écologique, faunistique et floristique.
Cazarilh est une commune rurale qui compte 58 habitants en 2022, après avoir connu un pic de population de 317 habitants en 1841. .
Ses habitants sont appelés les Cazarilhois.

## Géographie

### Localisation
La commune de Cazarilh se trouve dans le département des Hautes-Pyrénées, en région Occitanie.
Elle se situe à 51 km à vol d'oiseau de Tarbes, préfecture du département, à 37 km de Bagnères-de-Bigorre, sous-préfecture, et à 24 km de Lannemezan, bureau centralisateur du canton de la Vallée de la Barousse dont dépend la commune depuis 2015 pour les élections départementales.
La commune fait en outre partie du bassin de vie de Montréjeau.
Les communes les plus proches sont : 
Mauléon-Barousse (1,1 km), Thèbe (1,2 km), Troubat (2,1 km), Esbareich (2,1 km), Ourde (2,2 km), Bramevaque (2,3 km), Siradan (2,9 km), Samuran (3,5 km).
Sur le plan historique et culturel, Cazarilh fait partie du pays de Comminges, correspondant à l’ancien comté de Comminges, circonscription de la province de Gascogne située sur les départements actuels du Gers, de la Haute-Garonne, des Hautes-Pyrénées et de l'Ariège.
Cazarilh est seulement limitrophe de deux autres communes des Hautes-Pyrénées, Mauléon-Barousse à l'ouest et Thèbe à l'est. Elle n'est séparée de Cierp-Gaud, commune de la Haute-Garonne au sud-est, que par 50 m au Soum d'Esclété.

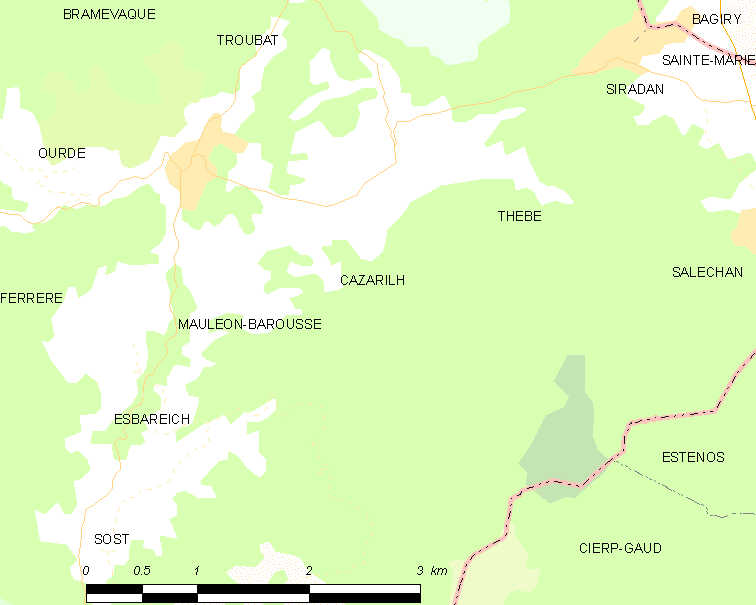
Carte de la commune de Cazarilh et des proches communes.

|                  |          |       |
| Mauléon-Barousse | Cazarilh | Thèbe |
|                  |          |       |

### Hydrographie
La commune est dans le bassin versant de la Garonne, au sein du bassin hydrographique Adour-Garonne. Elle est drainée par le ruisseau de Gouhouron, le ruisseau de Saguillère et par un petit cours d'eau, constituant un réseau hydrographique de 1 km de longueur totale,.

### Climat
La commune jouit d'un climat montagnard caractérisé par des étés doux (température moyenne de 25 °C) et des périodes de beaux temps. Parfois des orages éclatent sous forme de fortes averses, imprévues et violentes. Quant aux hivers, ils sont frais ou froids avec des températures de 3 °C en moyenne, et souvent humides avec de fréquentes dépressions en provenance de l'Atlantique amenant de la pluie.
| Mois                              | jan.  | fév.  | mars  | avril | mai   | juin  | jui.  | août  | sep.  | oct.  | nov.  | déc.  | année   |
| --------------------------------- | ----- | ----- | ----- | ----- | ----- | ----- | ----- | ----- | ----- | ----- | ----- | ----- | ------- |
| Température minimale moyenne (°C) | 1     | 2     | 4     | 6     | 9     | 13    | 15    | 15    | 12    | 9     | 4     | 2     | 7,7     |
| Température moyenne (°C)          | 5,2   | 5,6   | 8,4   | 10,1  | 13,8  | 17,8  | 18,6  | 18,8  | 16,4  | 13,5  | 7,5   | 5,5   | 11,8    |
| Température maximale moyenne (°C) | 10    | 11    | 14    | 15    | 19    | 22    | 25    | 25    | 23    | 19    | 14    | 11    | 17,3    |
| Ensoleillement (h)                | 108,8 | 118,8 | 155,6 | 157,2 | 181,3 | 191,5 | 215,5 | 196,4 | 194,5 | 164,4 | 124,4 | 104,4 | 1 912,8 |
| Précipitations (mm)               | 98,6  | 63,3  | 99    | 108,2 | 137   | 87,1  | 72,6  | 70,5  | 69,5  | 81,9  | 101,4 | 97,4  | 1 086   |

### Milieux naturels et biodiversité
L’inventaire des zones naturelles d'intérêt écologique, faunistique et floristique (ZNIEFF) a pour objectif de réaliser une couverture des zones les plus intéressantes sur le plan écologique, essentiellement dans la perspective d’améliorer la connaissance du patrimoine naturel national et de fournir aux différents décideurs un outil d’aide à la prise en compte de l’environnement dans l’aménagement du territoire.
Cinq ZNIEFF de type 1 sont recensées sur la commune :
- les « Chaînon du sommet d'Antenac au cap de Pouy de Hourmigué » (5 751 ha), couvrant 22 communes dont 16 dans la Haute-Garonne et six dans les Hautes-Pyrénées[10] ;
- « la Garonne de la frontière franco-espagnole jusqu'à Montréjeau » (469 ha), couvrant 38 communes dont 28 dans la Haute-Garonne et dix dans les Hautes-Pyrénées[11] ;
- « l'Ourse de Sost et ses affluents » (47 ha), couvrant 4 communes du département[12] ;
- « l'Ourse et ses affluents de Ferrère à Izaourt » (85 ha), couvrant 18 communes du département[13] ;
- les « rochers calcaires et milieux associés du Mail de Maubourg à la montagne de Gert » (1 354 ha), couvrant 11 communes dont une dans la Haute-Garonne et dix dans les Hautes-Pyrénées[14] ;

et trois ZNIEFF de type 2, : 
- les « Garonne amont, Pique et Neste » (1 788 ha), couvrant 112 communes dont 42 dans la Haute-Garonne et 70 dans les Hautes-Pyrénées[15] ;
- le « massif de la Barousse et chaînon du sommet d´Antenac au cap de Pouy de Hourmigué » (15 691 ha), couvrant 33 communes dont 18 dans la Haute-Garonne et 15 dans les Hautes-Pyrénées[16] ;
- les « montagnes sèches et rocheuses en rives gauche et droite de l'Ourse et à Saint-Bertrand-de-Comminges » (5 147 ha), couvrant 24 communes dont deux dans la Haute-Garonne et 22 dans les Hautes-Pyrénées[17].

## Urbanisme

### Typologie
Au 1er janvier 2024, Cazarilh est catégorisée commune rurale à habitat très dispersé, selon la nouvelle grille communale de densité à sept niveaux définie par l'Insee en 2022.
Elle est située hors unité urbaine et hors attraction des villes,.

### Occupation des sols
L'occupation des sols de la commune, telle qu'elle ressort de la base de données européenne d’occupation biophysique des sols Corine Land Cover (CLC), est marquée par l'importance des forêts et milieux semi-naturels (62,2 % en 2018), une proportion identique à celle de 1990 (62,2 %). La répartition détaillée en 2018 est la suivante : 
forêts (62,2 %), prairies (37,8 %).
L'IGN met par ailleurs à disposition un outil en ligne permettant de comparer l’évolution dans le temps de l’occupation des sols de la commune (ou de territoires à des échelles différentes). Plusieurs époques sont accessibles sous forme de cartes ou photos aériennes : la carte de Cassini (XVIIIe siècle), la carte d'état-major (1820-1866) et la période actuelle (1950 à aujourd'hui).

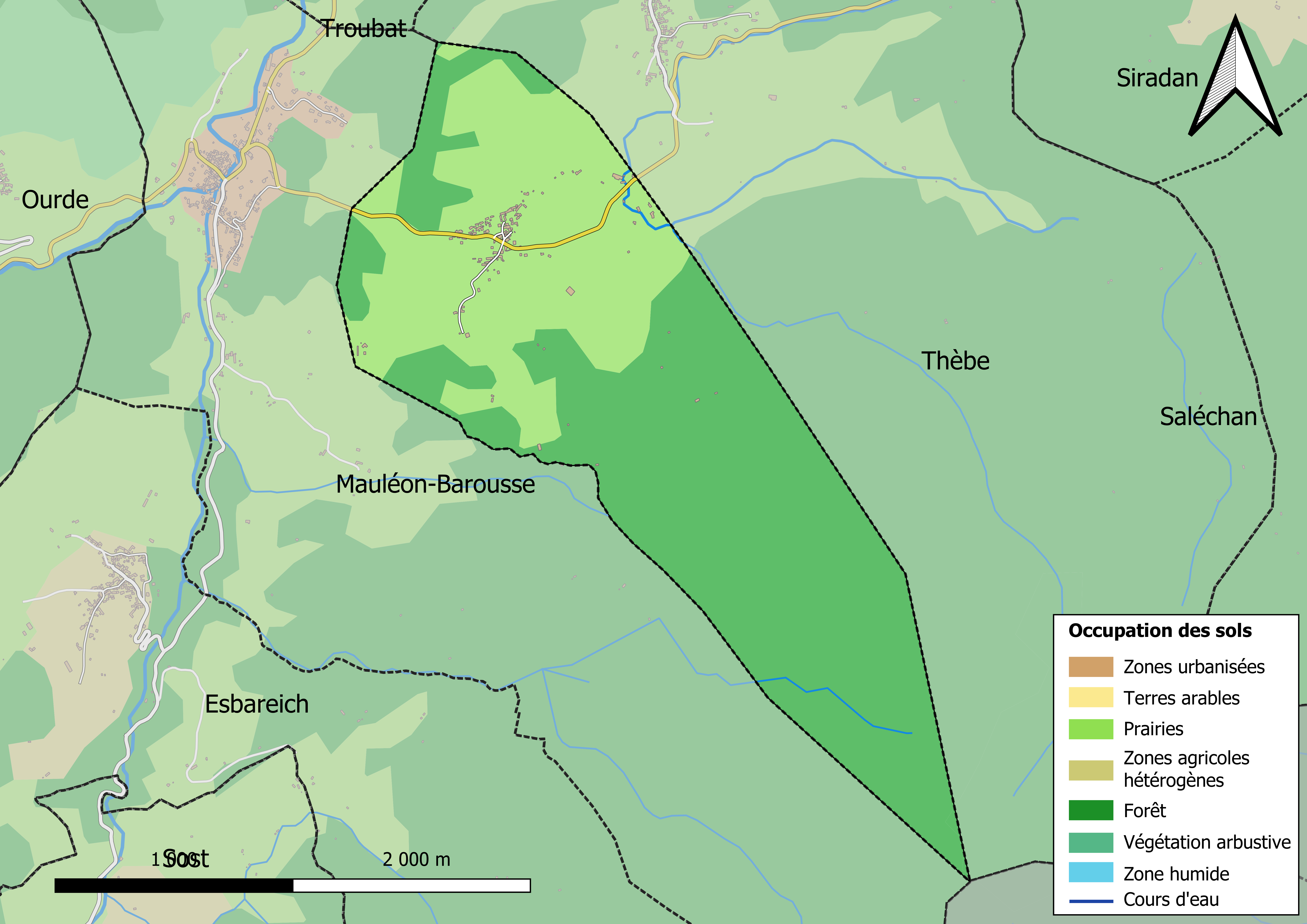
Carte des infrastructures et de l'occupation des sols en 2018 (CLC) de la commune.
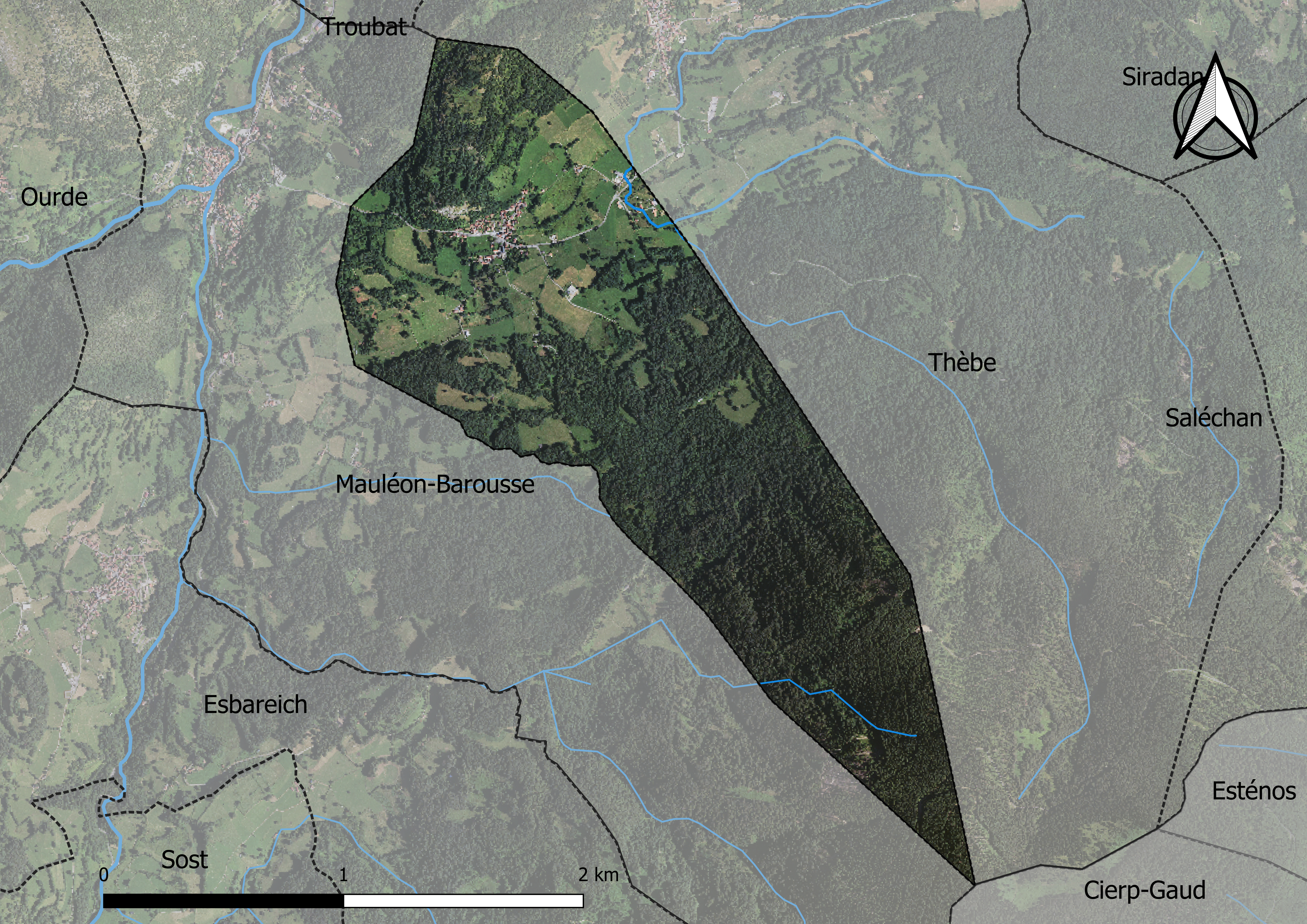
Carte orthophotogrammétrique de la commune.

### Voies de communication et transports
Cette commune est desservie par la route départementale D 924.

## Toponymie

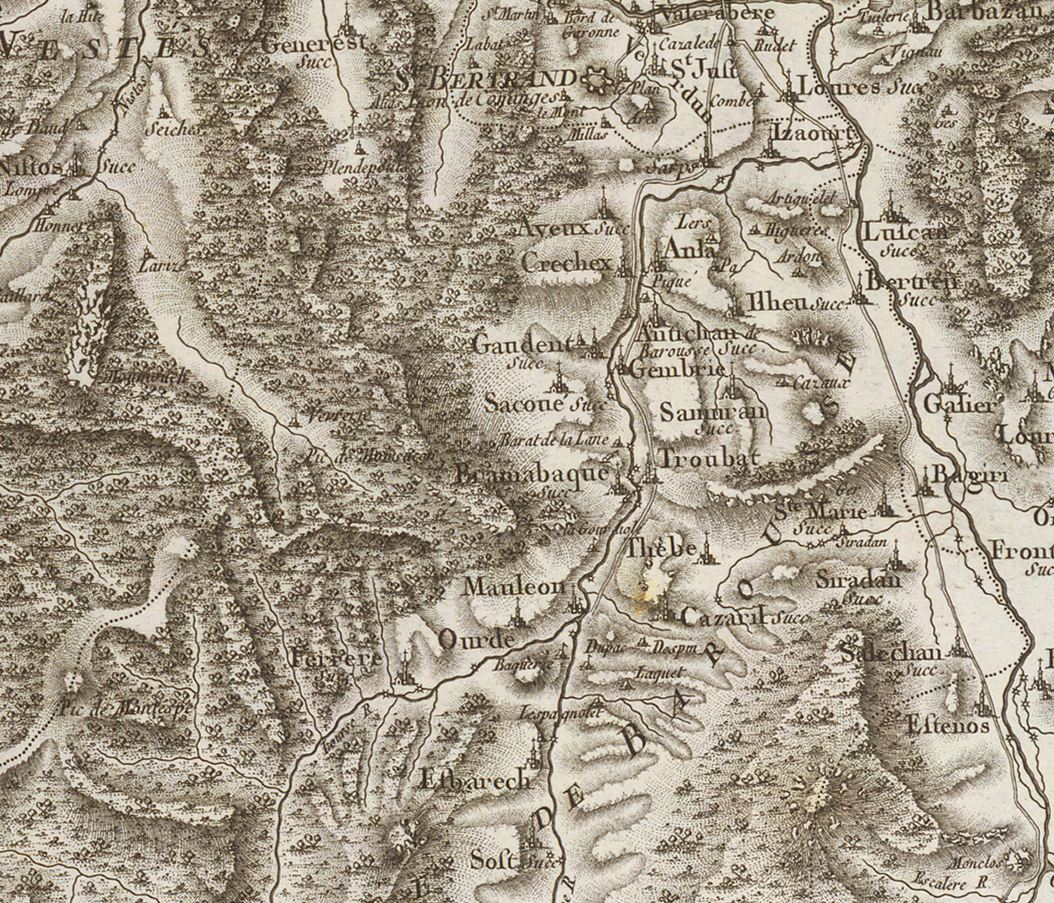
Extrait de la carte de Cassini (entre 1756 et 1789) situant Cazarilh à l'est de Mauléon-Barousse.

Les principales informations se trouvent dans le Dictionnaire toponymique des communes des Hautes Pyrénées de Michel Grosclaude et Jean-François Le Nail qui rapporte les dénominations historiques du village : 
- de Casaylhio, latin (1387, pouillé du Comminges) ;
- Casaril (1767, Larcher, cartulaire du Comminges) ;
- Cazaril, fin XVIIIe siècle, sur la carte de Cassini.

Étymologie : du gascon casau (latin Casalem = domaine rural non noble) et suffixe diminutif iculum.
Nom occitan : Casarilh.

## Politique et administration

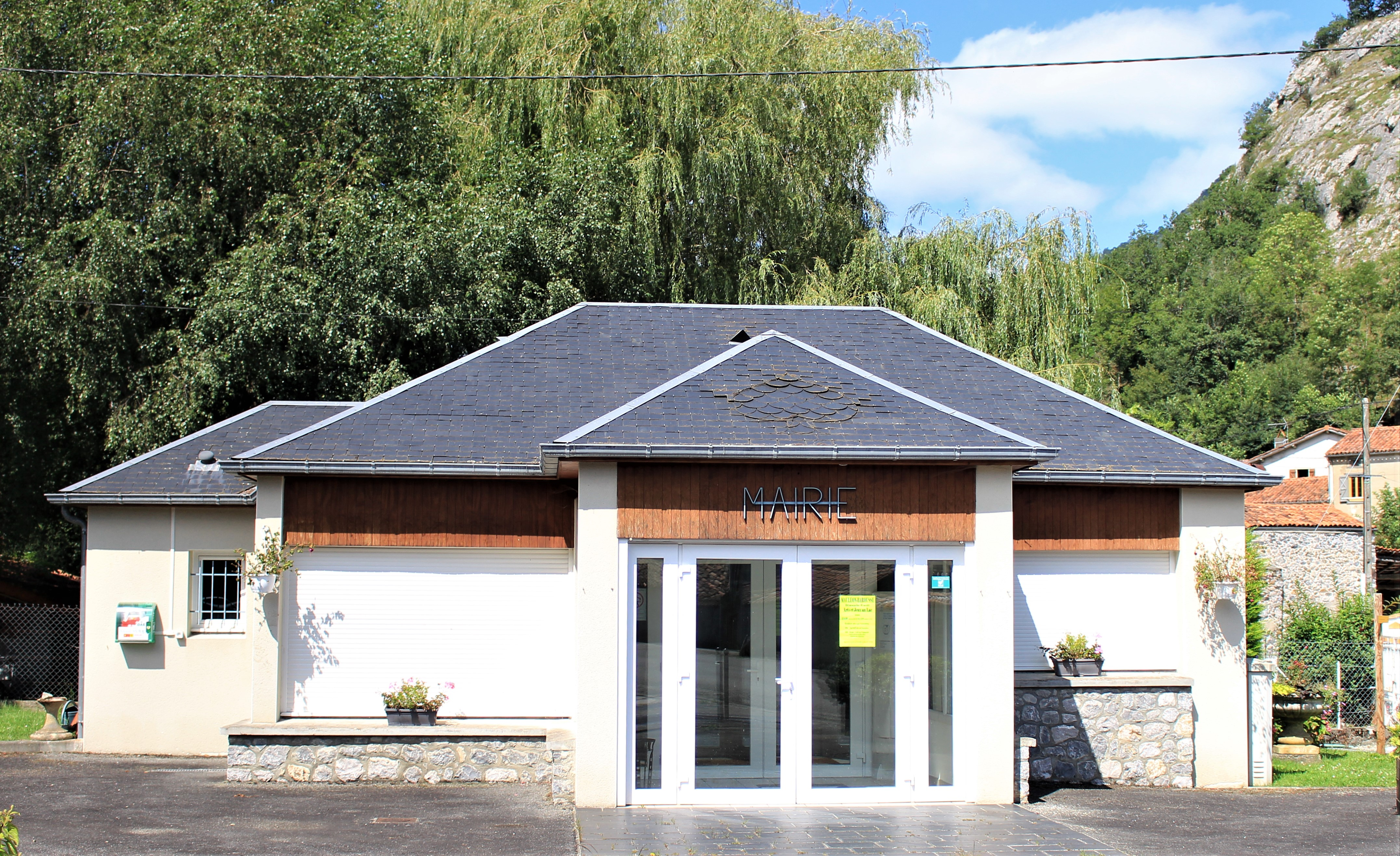
La mairie en 2023.

### Liste des maires
| Période                                  | Période   | Identité        | Étiquette | Qualité |
| ---------------------------------------- | --------- | --------------- | --------- | ------- |
| Les données manquantes sont à compléter. |           |                 |           |         |
|                                          |           |                 |           |         |
| mars 1989                                | mars 2009 | Roland Baqué    |           |         |
| mars 2009 (réélu en mars 2014)           | mars 2020 | Alain Côme      |           |         |
| mars 2020                                | en cours  | Sylvain Savazzi |           |         |

### Rattachements administratifs et électoraux

#### Intercommunalité
Cazarilh appartient à la communauté de communes Neste Barousse créée en janvier 2017 et qui réunit 43 communes.

## Population et société

### Démographie

#### Évolution démographique
L'évolution du nombre d'habitants est connue à travers les recensements de la population effectués dans la commune depuis 1793. Pour les communes de moins de 10 000 habitants, une enquête de recensement portant sur toute la population est réalisée tous les cinq ans, les populations de référence des années intermédiaires étant quant à elles estimées par interpolation ou extrapolation. Pour la commune, le premier recensement exhaustif entrant dans le cadre du nouveau dispositif a été réalisé en 2008.

En 2022, la commune comptait 58 habitants, en évolution de +13,73 % par rapport à 2016 (Hautes-Pyrénées : +1,59 %, France hors Mayotte : +2,11 %).
| 1793 | 1800 | 1806 | 1821 | 1831 | 1836 | 1841 | 1846 | 1851 |
| ---- | ---- | ---- | ---- | ---- | ---- | ---- | ---- | ---- |
| 179  | 183  | 181  | 203  | 265  | 285  | 317  | 293  | 290  |

| 1856 | 1861 | 1866 | 1872 | 1876 | 1881 | 1886 | 1891 | 1896 |
| ---- | ---- | ---- | ---- | ---- | ---- | ---- | ---- | ---- |
| 271  | 302  | 268  | 281  | 283  | 283  | 272  | 272  | 262  |

| 1901 | 1906 | 1911 | 1921 | 1926 | 1931 | 1936 | 1946 | 1954 |
| ---- | ---- | ---- | ---- | ---- | ---- | ---- | ---- | ---- |
| 256  | 232  | 209  | 160  | 118  | 110  | 98   | 86   | 83   |

| 1962 | 1968 | 1975 | 1982 | 1990 | 1999 | 2006 | 2008 | 2013 |
| ---- | ---- | ---- | ---- | ---- | ---- | ---- | ---- | ---- |
| 81   | 65   | 50   | 48   | 39   | 32   | 37   | 39   | 49   |

| 2018 | 2022 | - | - | - | - | - | - | - |
| ---- | ---- | - | - | - | - | - | - | - |
| 54   | 58   | - | - | - | - | - | - | - |

| selon la population municipale des années : | 1968 | 1975 | 1982 | 1990 | 1999 | 2006 | 2009 | 2013 |
| Rang de la commune dans le département      | 387  | 359  | 369  | 398  | 441  | 428  | 426  | 411  |
| Nombre de communes du département           | 479  | 473  | 473  | 474  | 474  | 474  | 474  | 474  |

### Enseignement

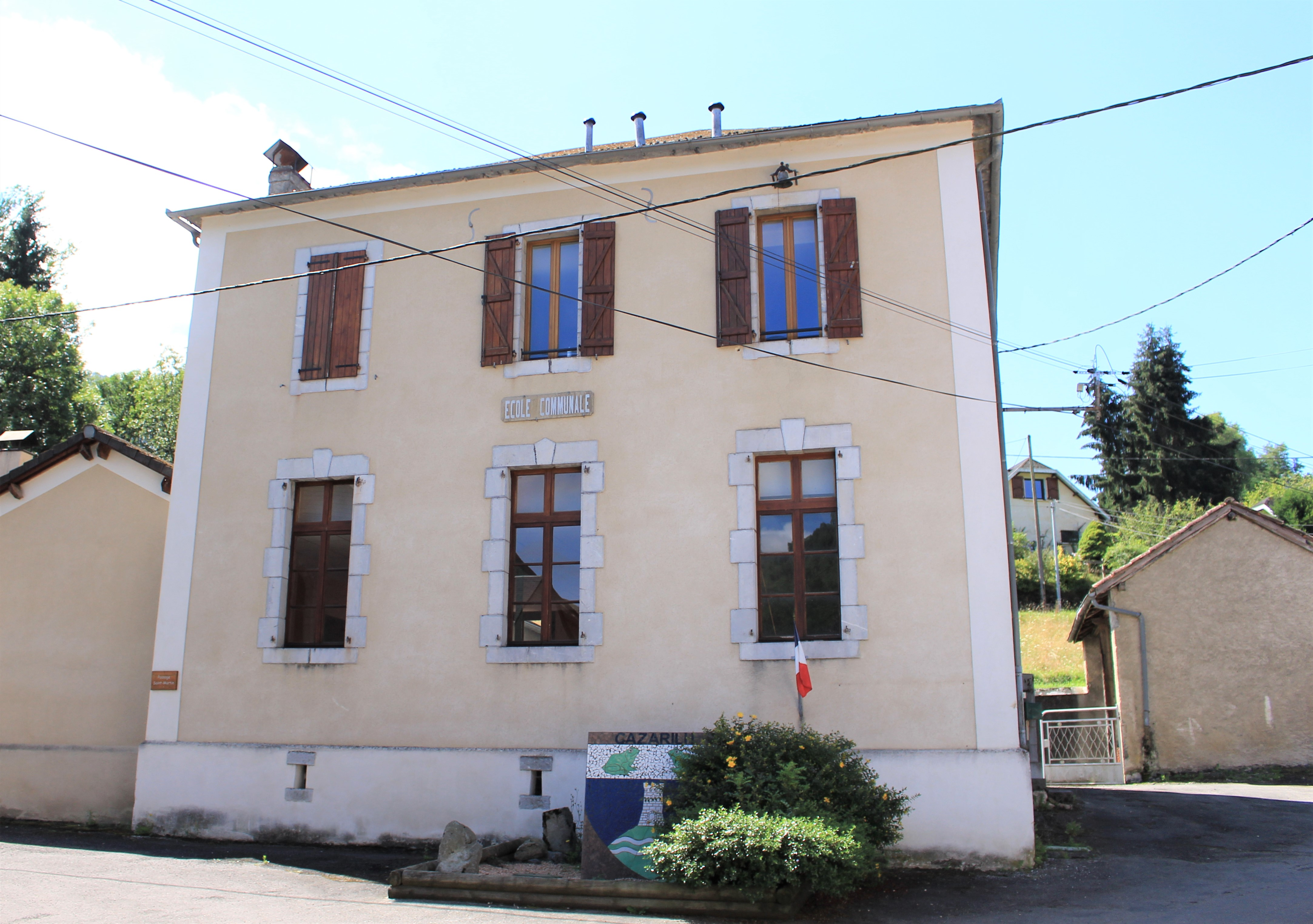
L'ancienne école en 2023.

La commune dépend de l'académie de Toulouse. Elle ne dispose plus d'école en 2019.

## Économie

### Emploi
|                | 2008  | 2013  | 2018  |
| -------------- | ----- | ----- | ----- |
| Commune        | 0 %   | 3,4 % | 7,7 % |
| Département    | 7,7 % | 9,4 % | 9,8 % |
| France entière | 8,3 % | 10 %  | 10 %  |

En 2018, la population âgée de 15 à 64 ans s'élève à 26 personnes, parmi lesquelles on compte 76,9 % d'actifs (69,2 % ayant un emploi et 7,7 % de chômeurs) et 23,1 % d'inactifs,. Depuis 2008, le taux de chômage communal (au sens du recensement) des 15-64 ans est inférieur à celui de la France et du département.
La commune est hors attraction des villes,. Elle compte 5 emplois en 2018, contre 2 en 2013 et 1 en 2008. Le nombre d'actifs ayant un emploi résidant dans la commune est de 19, soit un indicateur de concentration d'emploi de 26,2 % et un taux d'activité parmi les 15 ans ou plus de 42 %.
Sur ces 19 actifs de 15 ans ou plus ayant un emploi, 4 travaillent dans la commune, soit 21 % des habitants. Pour se rendre au travail, 89,5 % des habitants utilisent un véhicule personnel ou de fonction à quatre roues, 5,3 % s'y rendent en deux-roues, à vélo ou à pied et 5,3 % n'ont pas besoin de transport (travail au domicile).

## Protection environnementale
Depuis 2009, la zone des Rochers calcaires et milieux associés du Mail de Maubourg à la Montagne de Gert est répertoriée en ZNIEFF de type 1, avec une superficie de 1353,97 hectares, elle s'étend sur une partie de la commune de Cazarilh.

## Culture locale et patrimoine

### Lieux et monuments
- Église Saint-Martin de Cazarilh.
- Grotte de Soupène.
- Monument aux morts.

Sélection de vues diverses
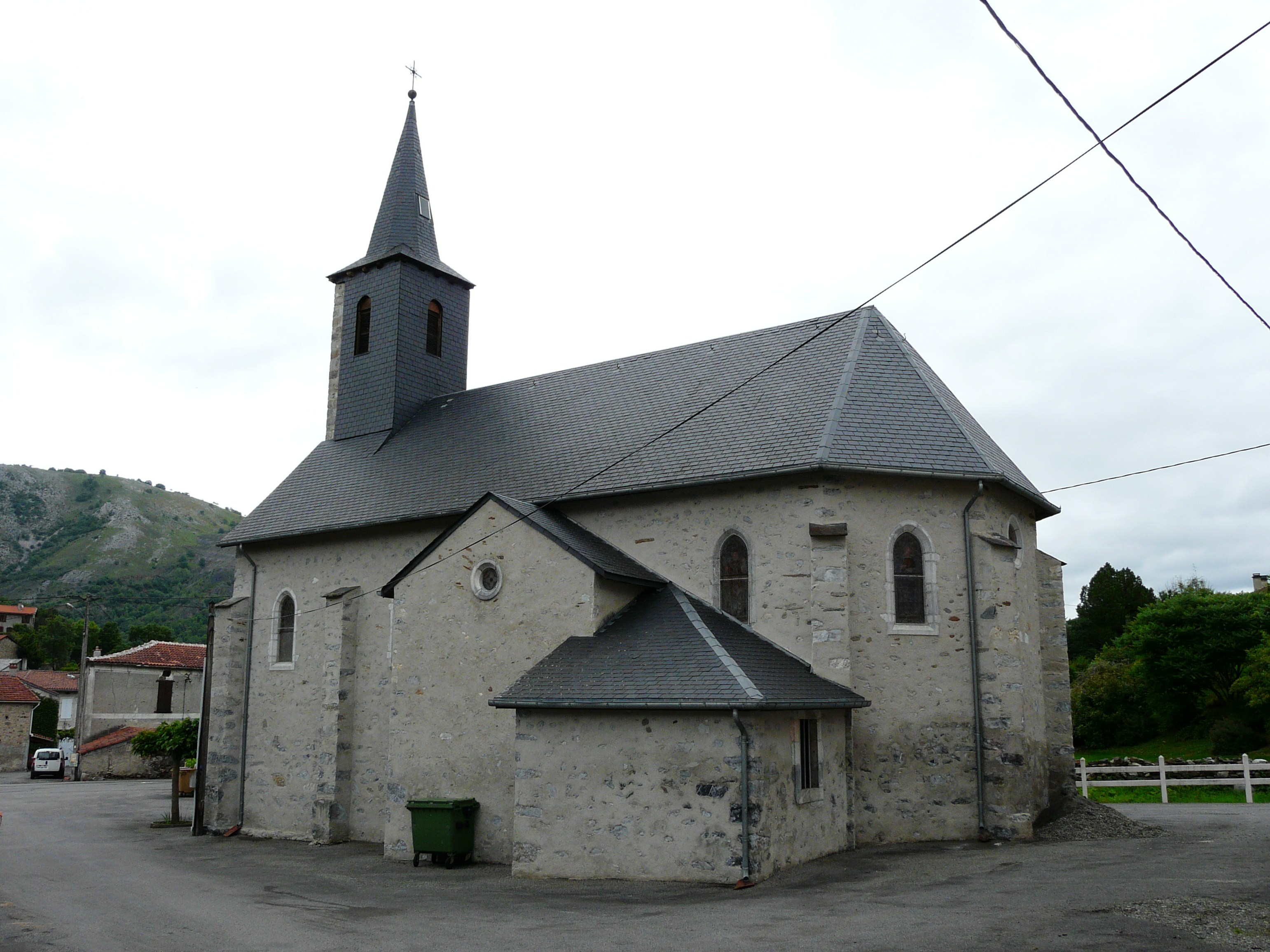
L'église de Cazarilh.
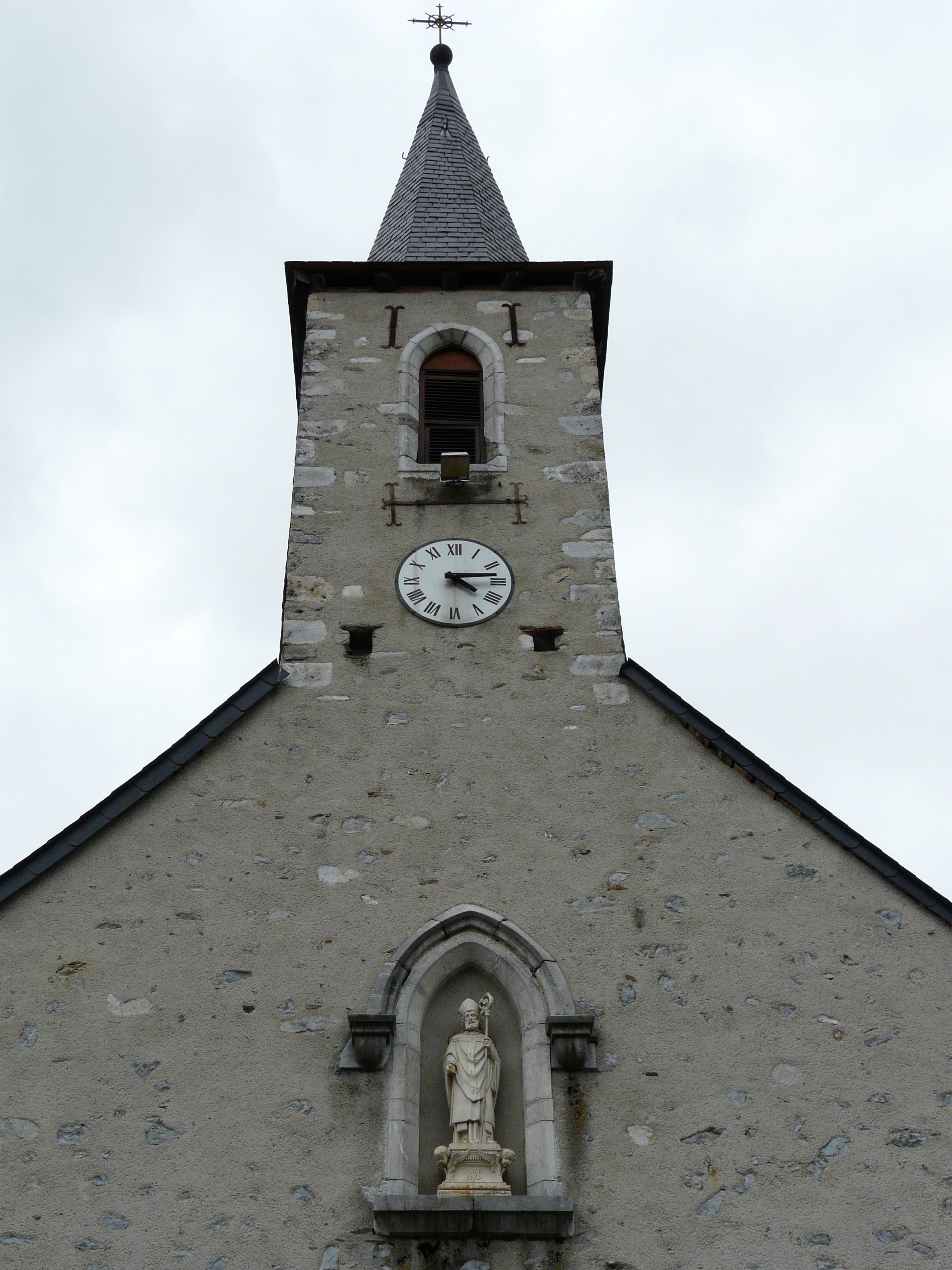
Le clocher de l'église.
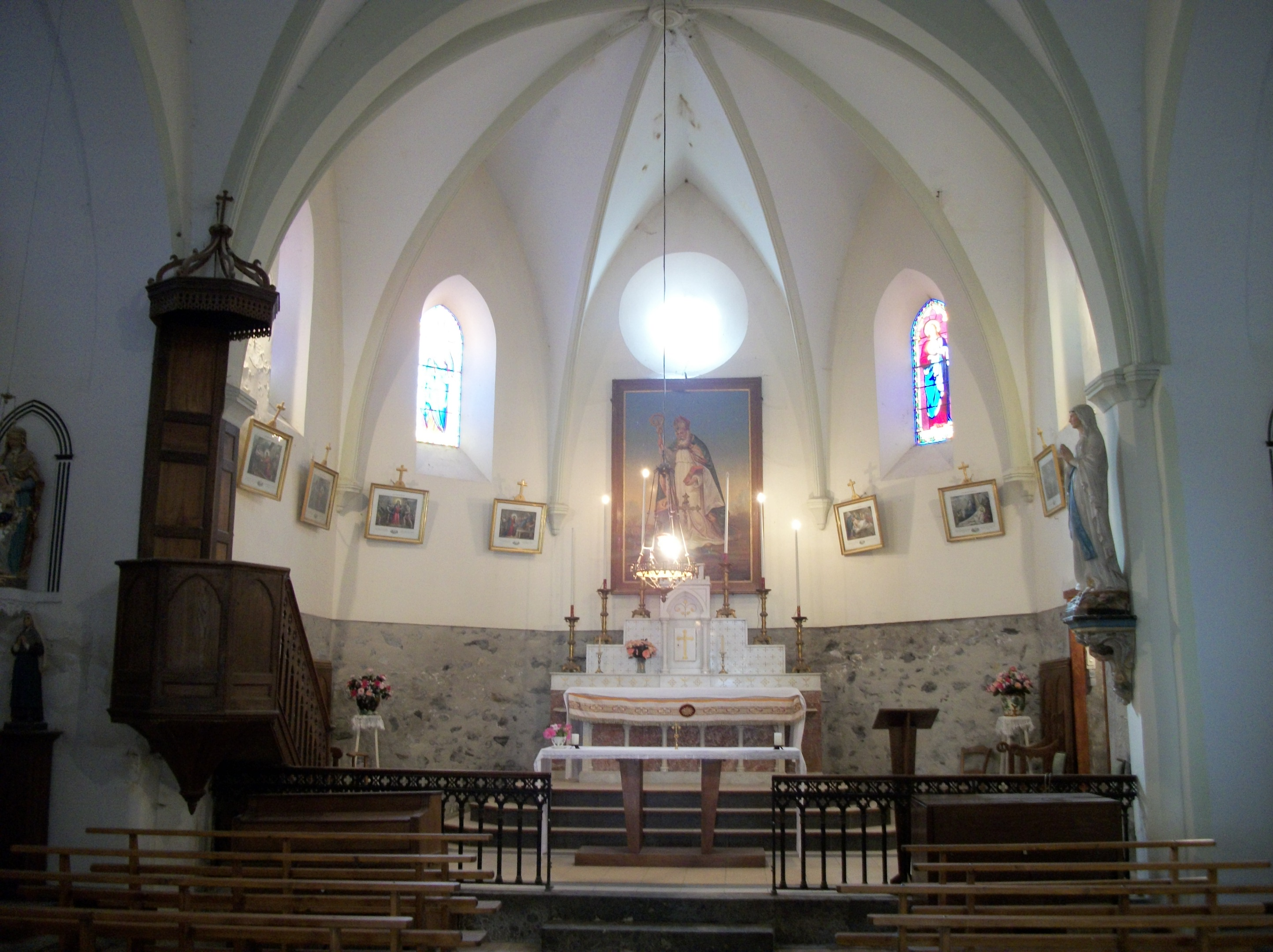
L'intérieur de l'église.
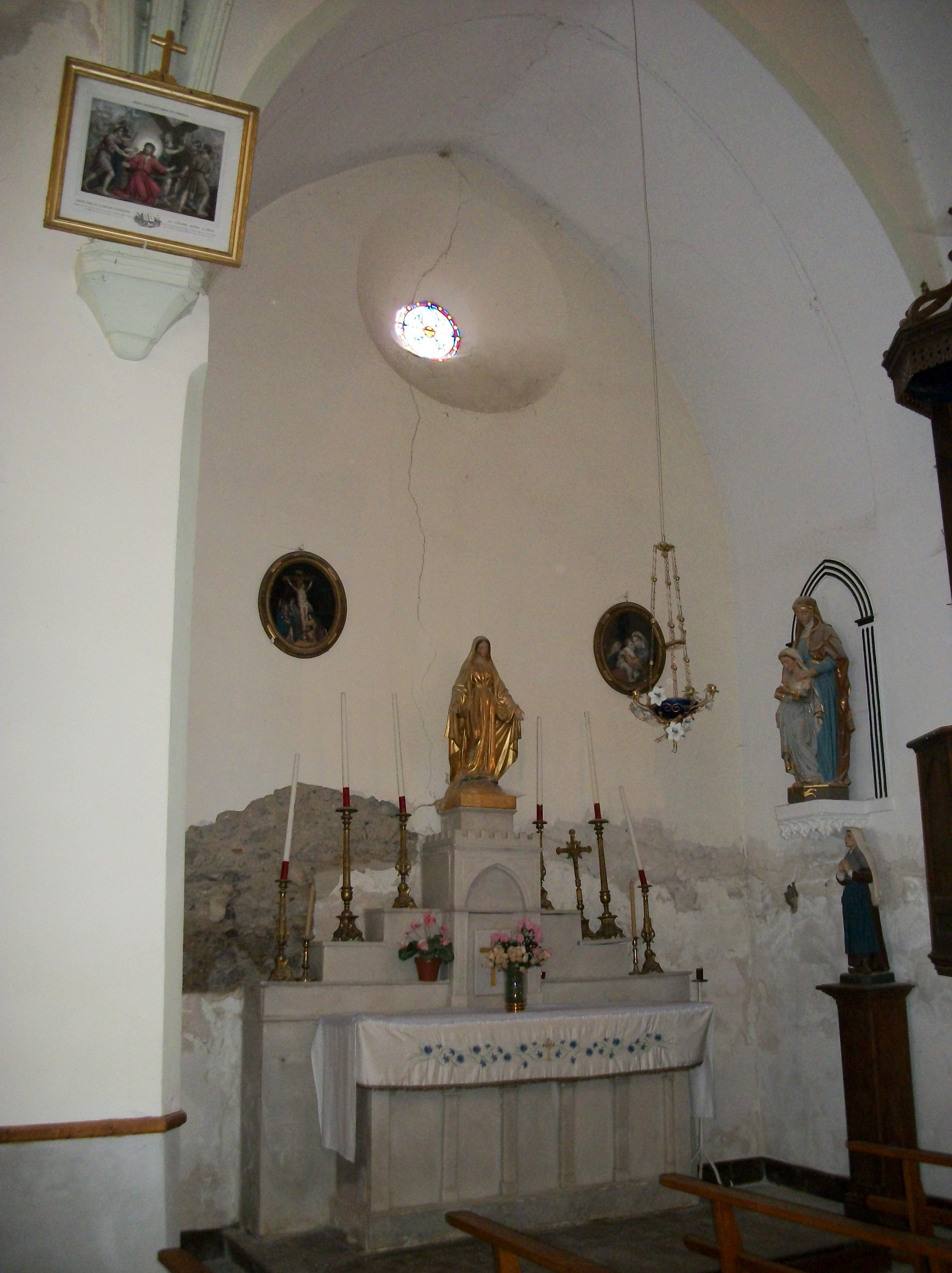
Chapelle de la Vierge Marie.
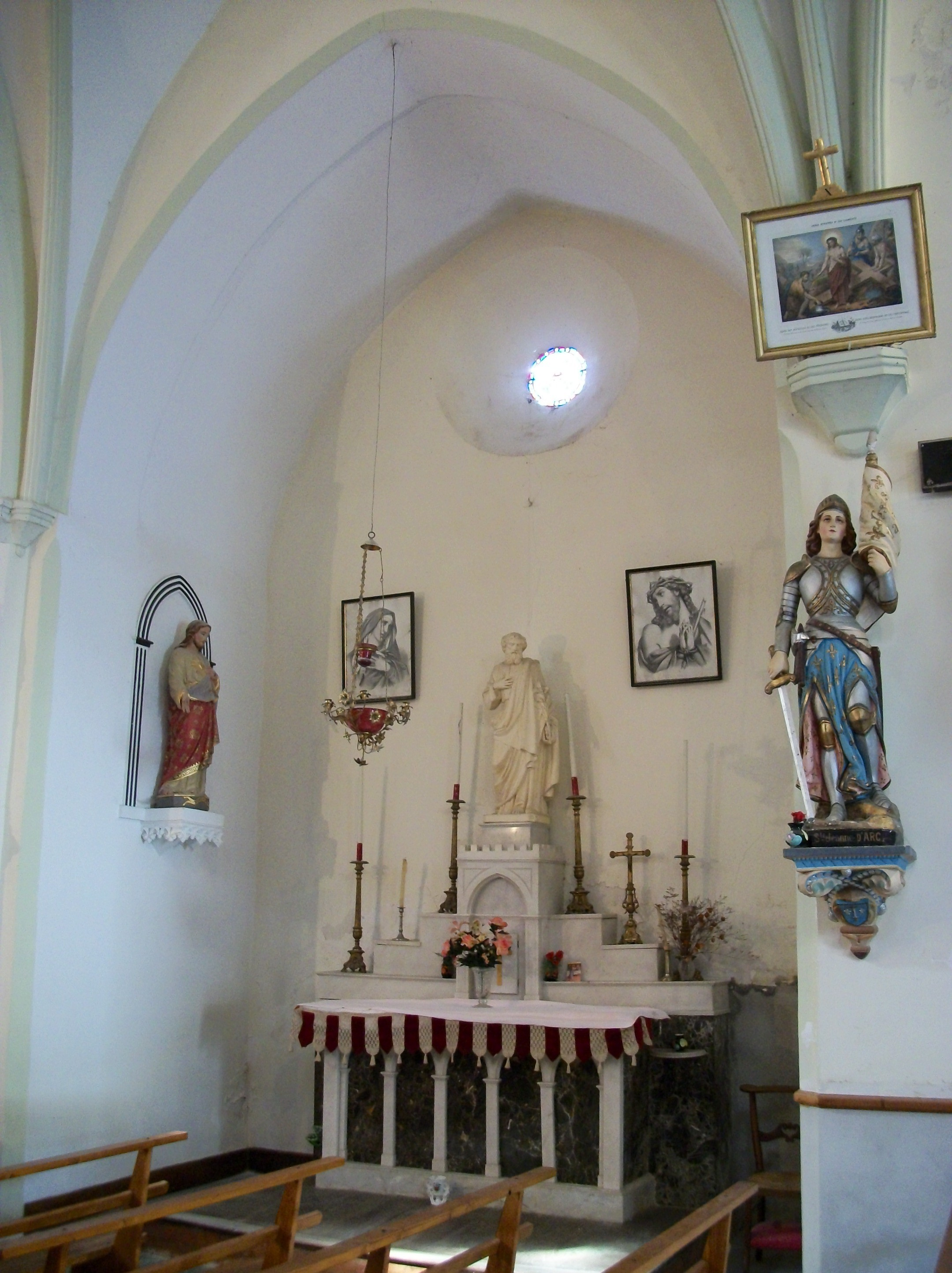
Chapelle Saint-Joseph.
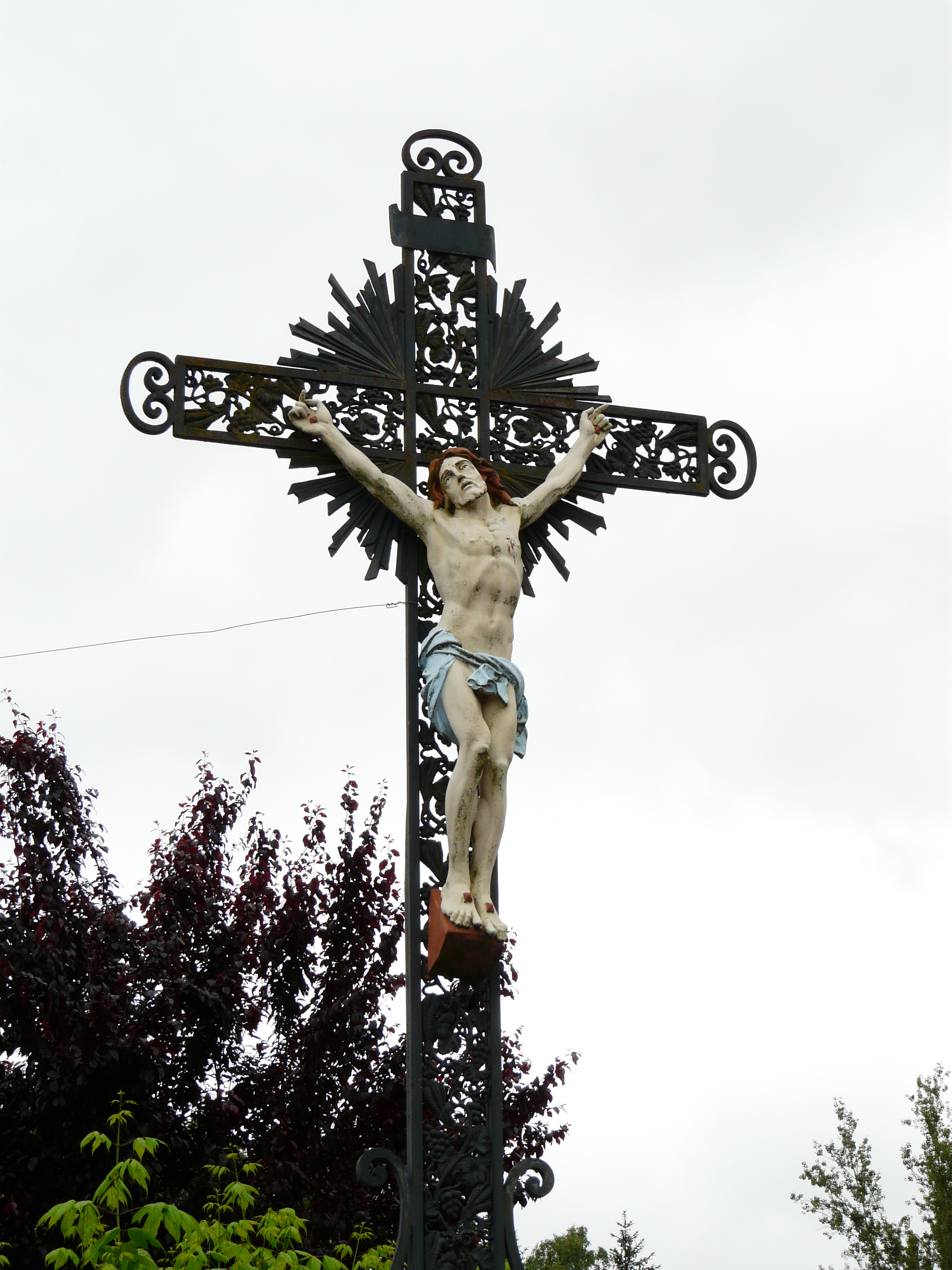
Calvaire à côté de l'église.
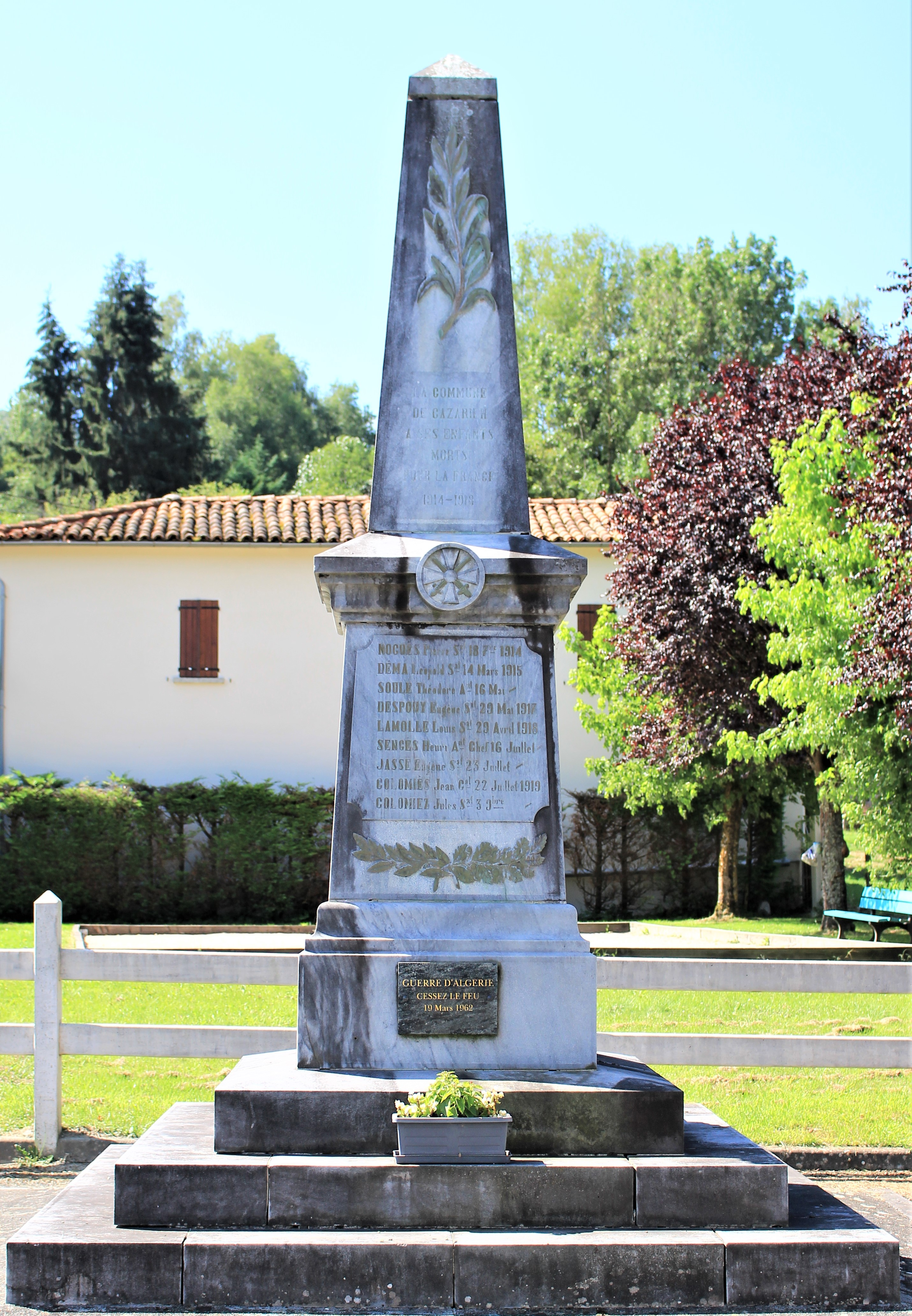
Le monument aux morts.
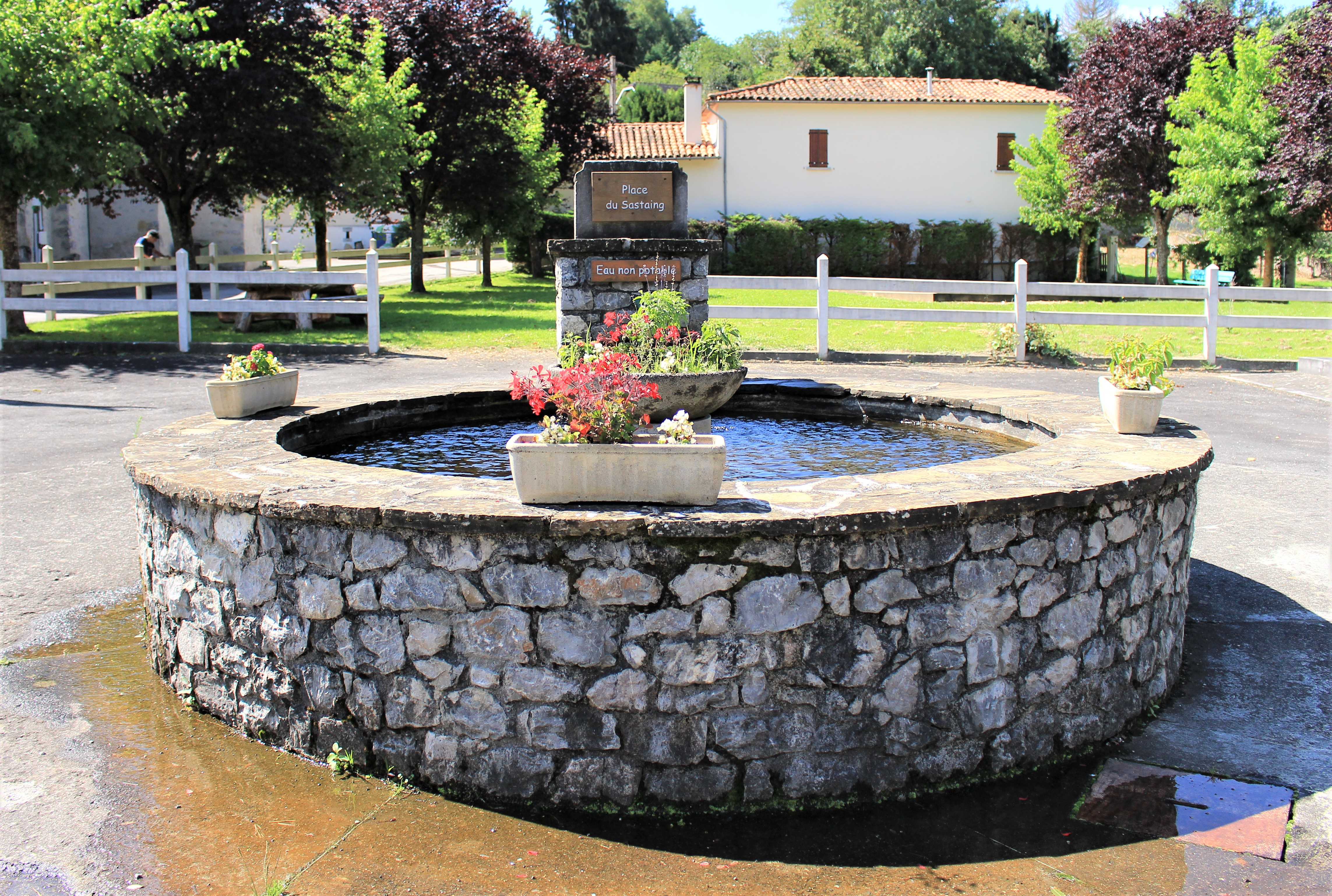
La fontaine.

### Héraldique
| Blason | Blasonnement : D'azur au mont cousu de sinople chargé de deux fasces ondées d'argent, sommé d'une tour du même maçonnée de sable, au chef aussi d'argent chargé de deux grenouilles affrontées aussi de sinople. Commentaires : Blason officiel. |